# 18301 Konyukhov
18301 Konyukhov eller 1979 QZ9 är en asteroid i huvudbältet som upptäcktes den 27 augusti 1979 av den rysk-sovjetiske astronomen Nikolaj Tjernych vid Krims astrofysiska observatorium på Krim. Den har fått sitt namn efter den sovjetiske och ryske resenären, författaren och konstnären Fjodor Konjuchov.
Den tillhör asteroidgruppen Flora.